# Mirosław Skrzypkowski
Mirosław Skrzypkowski (ur. 11 sierpnia 1944 w Gnieźnie, zm. 25 września 2016 tamże) – polski fotograf, nauczyciel, samorządowiec i działacz społeczny.

## Życiorys
Był absolwentem Wydziału Fotografii Akademii Sztuk Pięknych w Poznaniu). W latach 1984–2013 związany był z Teatrem im. Aleksandra Fredry w Gnieźnie, gdzie pracował jako dokumentalista przy 135 premierach. Był również fotoreporterem, autorem albumów fotograficznych i nauczycielem. Współpracował między innymi z Uniwersytetem im. Adama Mickiewicza w Poznaniu, Wyższą Szkołą Umiejętności Społecznych w Poznaniu oraz Gnieźnieńską Szkołą Wyższą „Milenium”. Był członkiem Związku Polskich Artystów Fotografików i Fotoklubu Rzeczypospolitej Polskiej w Warszawie. W latach 2006–2014 przez dwie kadencje piastował mandat radnego Miasta Gniezna. 
Został wyróżniony między innymi Brązowym Medalem „Zasłużony Kulturze Gloria Artis” oraz Złotym i Srebrnym Medalem „Zasłużony dla Fotografii Polskiej”, przyznanym przez Kapitułę Fotoklubu Rzeczypospolitej Polskiej.